# Лауринова кислота
| Загальна характеристика | Загальна характеристика |
| ----------------------- | ----------------------- |
| Густина                 | 0,88 г/см³              |
| Молярна маса            | 200,3 г/моль            |
| Тплав                   | 44 °C                   |
| Ткип                    | 298,9 °C                |

Лаури́нова кислота́ (англ. lauric acid), також додека́нова кислота́ — одноосновна насичена карбонова кислота складу C11H23COOH. Поширене позначення — C12. За кімнатної температури має вигляд білого порошку зі слабко вираженим запахом.
Кислота наявна в складі (в тому числі у вигляді тригліцеридів) деяких тваринних жирів і рослинних олій, в тому числі в лавровій олії, від якої отримала свою назву.
Розчиняється в органічних розчинниках і погано — у воді.
Лауринова кислота виділяється сальними залозами шкіри людини і має виражені антимікробні властивості, особливо по відношенню до грам-позитивних бактерій, таких як Staphylococcus aureus, Streptococcus pyogenes і дріжджоподібних грибків Candida albicans. Антибіотична активність лауринової кислоти істотно залежить від кислотності середовища.
Лауринова кислота застосовується як антисептична добавка для кремів і засобів по догляду за шкірою, як каталізатор піноутворення в миловарінні. Однією з властивостей лауринової кислоти є підсушування шкірних покривів. Її додають в різні косметичні засоби тощо.